# Letters to the President
Letters to the President var det första släppta albumet av det kristna pop/punkbandet Hawk Nelson. Albumet släpptes 13 juli 2004. I en senare utgåva från 4 oktober 2005  tillkom sex nya låtar (versioner) och tre videor. 

## Låtlista
1. "California" - 2:52
2. "Things We Go Through" - 2:31
3. "Every Little Thing" -3:07
4. "From Underneath" - 2:45
5. "Letters To The President" - 3:13
6. "Right Here" - 3:11
7. "Recess" - 0:50
8. "Take Me" - 3:30
9. "Someone Else Before" - 3:17
10. "First Time" - 2:37
11. "Like A Racecar" (med Trevor McNevan från Thousand Foot Krutch) -  2:48
12. "Late Show" - 1:53
13. "36 Days" - 3:42
14. "Long And Lonely Road" - 3:10

Tillagda låtar 
1. American Dreams: The Story
2. My Generation
3. Every Little Thing (akustisk)
4. Take Me (akustisk)
5. Jason's Thoughts In French
6. Letters To The President (akustisk)